# روبرتو ساویانو
روبرتو ساویانو (به ایتالیایی: Roberto Saviano) (زادهٔ ۲۲ سپتامبر ۱۹۷۹ در ناپل) نویسنده و روزنامه‌نگار ایتالیایی است.
مهمترین اثر ساویانو گومورا؛ سفری در قلمرو کامورا است که وی را به شهرت جهانی رساند.
او در این کتاب به شکل آشکار به امپراتوری مافیایی کامورا با کسب‌وکارش، رهبری و دارودسته‌اش پرداخته و از زمان انتشار این کتاب تا کنون تحت محافظت پلیس زندگی می‌کند.
تنها در کشور ایتالیا از این رمان ۲.۱ میلیون جلد فروش رفت و به ۴۲ زبان زنده دنیا نیز ترجمه شد.
متئو گارونه کارگردان ایتالیایی در سال ۲۰۰۸ فیلمی بر اساس این کتاب ساخته و جوایز بسیاری را نیز کسب کرد.